# Конвенція про привілеї та імунітети спеціалізованих установ
Конве́нція про привіле́ї та імуніте́ти спеціалізо́ваних устано́в — юридично обов'язкова для держав-учасниць міжнародна угода, яка містить норми міжнародного інституційного права щодо привілеїв та імунітетів, якими користуються міжнародні організації, їх посадові особи та представники держав-членів для виконання своїх функцій.

## Додатки
Вісімнадцять додатків до Конвенції роз'яснюють імплементацію стандартних положень для вісімнадцяти спеціалізованих установ ООН:
- Додаток I  Міжнародна організація праці (Сан-Франциско, США, 10 липня 1948 року);
- Додаток II Продовольча та сільськогосподарська організація Об'єднаних Націй (Вашингтон, США, 29 листопада 1948 року);
- Додаток III Міжнародна організація цивільної авіації (Женева, Швейцарія, 21 червня 1948 року);
- Додаток IV Організація Об'єднаних Націй з питань освіти, науки і культури (Париж, Франція, 7 лютого 1949 року);
- Додаток V Міжнародний валютний фонд (Вашингтон, США, 11 квітня 1949 року);
- Додаток VI Міжнародний банк реконструкції та розвитку (Вашингтон, США, 19 квітня 1949 року);
- Додаток VII Всесвітня організація охорони здоров'я (Женева, Швейцарія, 17 липня 1948 року);
- Додаток VIII Всесвітній поштовий союз (Женева, Швейцарія, 25 травня 1949 року);
- Додаток IX Міжнародний союз електрозв'язку (Женева, Швейцарія, 6 жовтня 1950 року);
- Додаток X Міжнародна організація у справах біженців (Женева, Швейцарія, 29 березня 1949 року);
- Додаток XI Всесвітня метеорологічна організація (Париж, Франція, 17 квітня 1951 року);
- Додаток XII Міжнародна морська організація (Лондон, Сполучене Королівство, 16 січня 1959 року);
- Додаток XIII Міжнародна фінансова корпорація (Вашингтон, США, 2 квітня 1959 року);
- Додаток XIV Міжнародна асоціація розвитку (Вашингтон, США, 13 лютого 1962 року);
- Додаток XV Всесвітня організація інтелектуальної власності (Женева, Швейцарія, 4 жовтня 1977 року);
- Додаток XVI Міжнародний фонд сільськогосподарського розвитку (Рим, Італія, 16 грудня 1977 року);
- Додаток XVII Організація Об'єднаних Націй з промислового розвитку (Відень, Австрія, 3 липня 1987 року);
- Додаток XVIII Всесвітня туристична організація (Чеджу, Республіка Корея, 30 липня 2008 року);